# Nürburgringi 24 órás autóverseny

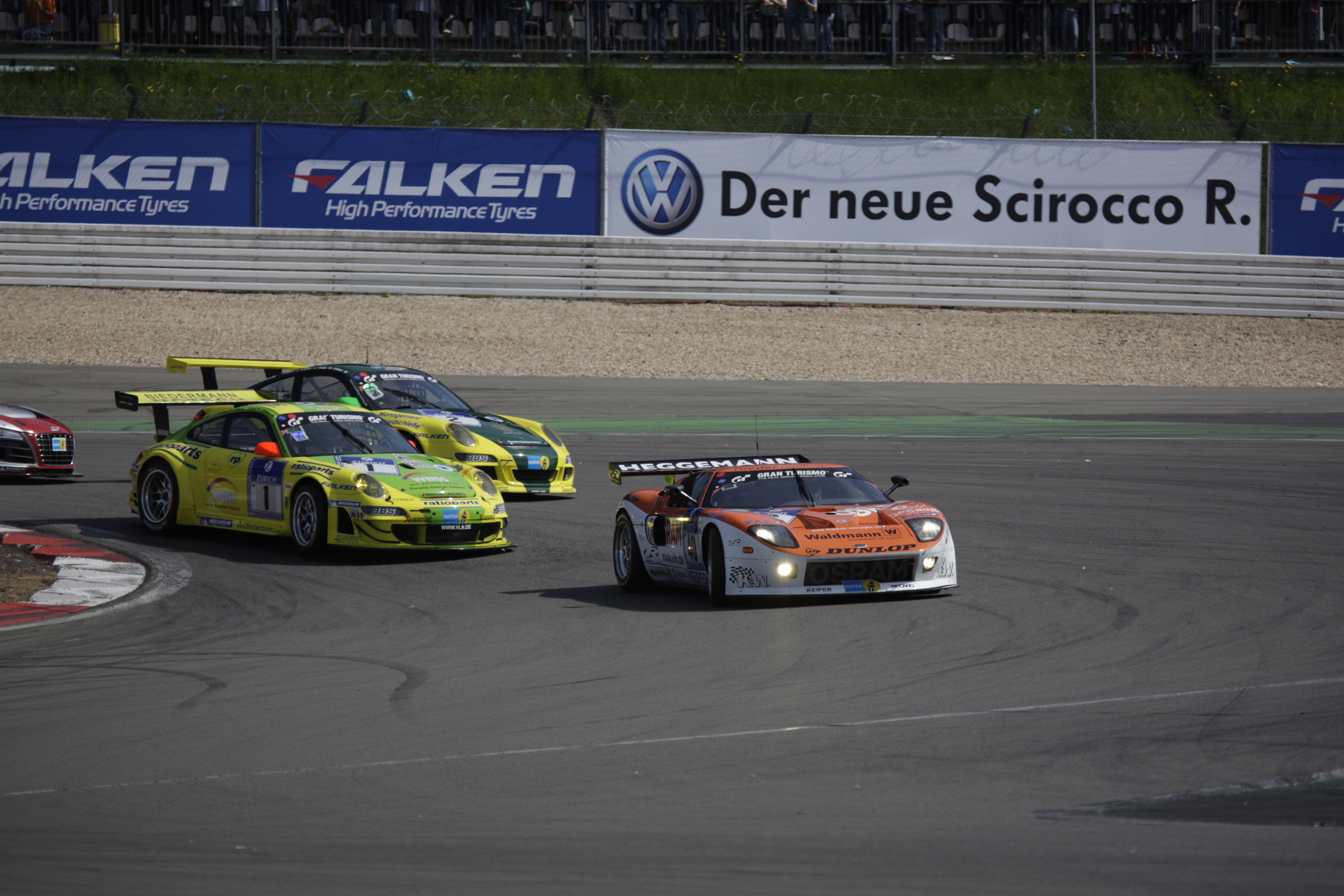
A 2009-es verseny rajtja

A nürburgringi 24 órás autóverseny (németül: 24-h-Rennen Nürburgring) egy hosszútávú autóverseny Nürburgban, a Nürburgring versenypályán Németországban. A futamot a versenypálya hagyományos, Nordschleife-nek nevezett vonalvezetésén rendezik.
Az 1970-ben rendezett első futamot a Hans-Joachim Stuck és Clemens Schickentanz alkotta német duó nyerte. 
Az edzéseken 230 autó engedélyezett, melyből maximálisan 220 vehet részt a futamon. Egy alakulat legalább két-, legfeljebb négy főből állhat. Egy versenyző 150 percnél többet nem tölthet megszakítás nélkül a pályán.

## Győztesek
| Év   | Versenyzők                                                                  | Autó                        | Csapat                                |                             |
| ---- | --------------------------------------------------------------------------- | --------------------------- | ------------------------------------- | --------------------------- |
| 2023 | Earl Bamber Nick Catsburg Felipe Fernández Laser David Pittard              | Ferrari 296 GT3             | Frikadelli Racing Team                |                             |
| 2022 | Robin Frijns Kelvin van der Linde Dries Vanthoor Frédéric Vervisch          | Audi R8 LMS Evo II          | Audi Sport Team Phoenix               |                             |
| 2021 | Matteo Cairoli Michael Christensen Kévin Estre                              | Porsche 911 GT3 R           | Manthey Grello Racing                 |                             |
| 2020 | Nick Catsburg Alexander Sims Nick Yelloly                                   | BMW M6 GT3                  | Rowe Racing                           |                             |
| 2019 | Pierre Kaffer Frank Stippler Dries Vanthoor Frédéric Vervisch               | Audi R8 LMS Evo             | Audi Sport Team Phoenix               |                             |
| 2018 | Nick Tandy Frédéric Makowiecki Patrick Pilet Richard Lietz                  | Porsche 911 GT3 R           | Manthey Grello Racing                 |                             |
| 2017 | Connor De Phillippi Christopher Mies Markus Winkelhock Kelvin van der Linde | Audi R8 LMS                 | Audi Sport Team Land                  |                             |
| 2016 | Maro Engel Bernd Schneider Adam Christodoulou Manuel Metzger                | Mercedes-AMG GT3            | AMG-Team Black Falcon                 |                             |
| 2015 | Nico Müller Edward Sandström Laurens Vanthoor Christopher Mies              | Audi R8 LMS                 | Audi Sport Team WRT                   |                             |
| 2014 | Christopher Haase Christian Mamerow René Rast Markus Winkelhock             | Audi R8 LMS ultra           | Phoenix Racing                        |                             |
| 2013 | Bernd Schneider Jeroen Bleekemolen Sean Edwards Nicki Thiim                 | Mercedes-Benz SLS AMG GT3   | Black Falcon                          |                             |
| 2012 | Marc Basseng Christopher Haase Frank Stippler Markus Winkelhock             | Audi R8 LMS ultra           | Audi Sport (Team Phoenix)             |                             |
| 2011 | Marc Lieb Timo Bernhard Lucas Luhr Romain Dumas                             | Porsche 997 GT3-RSR         | Manthey Racing                        |                             |
| 2010 | Jörg Müller Augusto Farfus Uwe Alzen Pedro Lamy                             | BMW M3 GT2                  | BMW Motorsport (Schnitzer Motorsport) |                             |
| 2009 | Marc Lieb Timo Bernhard Romain Dumas Marcel Tiemann                         | Porsche 997 GT3-RSR         | Manthey Racing                        |                             |
| 2008 | Marc Lieb Timo Bernhard Romain Dumas Marcel Tiemann                         | Porsche 997 GT3-RSR         | Manthey Racing                        |                             |
| 2007 | Marc Lieb Timo Bernhard Romain Dumas Marcel Tiemann                         | Porsche 997 GT3-RSR         | Manthey Racing                        |                             |
| 2006 | Lucas Luhr Timo Bernhard Mike Rockenfeller Marcel Tiemann                   | Porsche 996 GT3-MR          | Manthey Racing                        |                             |
| 2005 | Pedro Lamy Boris Said Duncan Huisman Andy Priaulx                           | BMW M3 GTR                  | BMW Motorsport (Schnitzer Motorsport) |                             |
| 2004 | Dirk Müller Jörg Müller Hans-Joachim Stuck Pedro Lamy                       | BMW M3 GTR                  | BMW Motorsport (Schnitzer Motorsport) |                             |
| 2003 | Manuel Reuter Timo Scheider Marcel Tiemann                                  | Opel Astra V8 Coupé         | Phoenix Racing OPC Team Phoenix       |                             |
| 2002 | Peter Zakowski Robert Lechner Pedro Lamy                                    | Chrysler Viper GTS-R        | Zakspeed                              |                             |
| 2001 | Peter Zakowski Michael Bartels Pedro Lamy                                   | Chrysler Viper GTS-R        | Zakspeed                              |                             |
| 2000 | Bernd Mayländer Michael Bartels Uwe Alzen Altfrid Heger                     | Porsche 911 GT3-R           | Porsche Zentrum Koblenz               |                             |
| 1999 | Peter Zakowski Hans-Jürgen Tiemann Klaus Ludwig Marc Duez                   | Chrysler Viper GTS-R        | Zakspeed                              |                             |
| 1998 | Marc Duez Andreas Bovensiepen Christian Menzel Hans-Joachim Stuck           | BMW 320d                    | Schnitzer Motorsport                  |                             |
| 1997 | Johannes Scheid Sabine Reck Hans-Jürgen Tiemann Peter Zakowski              | BMW M3 E36                  | Scheid Motorsport                     |                             |
| 1996 | Johannes Scheid Sabine Reck Hans Widmann                                    | BMW M3 E36                  | Scheid Motorsport                     |                             |
| 1995 | Roberto Ravaglia Marc Duez Alexander Burgstaller                            | BMW 320i                    | Team Bigazzi                          |                             |
| 1994 | Karl-Heinz Wlazik Frank Katthöfer Fred Rosterg                              | BMW M3                      |                                       |                             |
| 1993 | "Tonico de Azevedo" Franz Konrad Örnulf Wirdheim Frank Katthöfer            | Porsche 911 Carrera         | Konrad Motorsport                     |                             |
| 1992 | Johnny Cecotto Christian Danner Jean-Michel Martin Marc Duez                | BMW M3 Evo. 2               | Team Bigazzi                          |                             |
| 1991 | Joachim Winkelhock Kris Nissen Armin Hahne                                  | BMW M3 Evo. 2               | Schnitzer Motorsport                  |                             |
| 1990 | Altfrid Heger Joachim Winkelhock Frank Schmickler                           | BMW M3 Evo. 2               | Linder Motorsport                     |                             |
| 1989 | Emanuele Pirro Roberto Ravaglia Fabien Giroix                               | BMW M3                      | Team Bigazzi                          |                             |
| 1988 | Edgar Dören Gerhard Holup Peter Faubel                                      | Porsche 911 Carrera RSR     | Dören                                 |                             |
| 1987 | Klaus Ludwig Klaus Niedzwiedz Steve Soper                                   | Ford Sierra Cosworth        | Eggenberger                           |                             |
| 1986 | Markus Oestreich Otto Rensing Winfried Vogt                                 | BMW 325i                    | Auto Budde Team                       |                             |
| 1985 | Axel Felder Jürgen Hammelmann Robert Walterscheid-Müller                    | BMW 635 CSi                 | Auto Budde Team                       |                             |
| 1984 | Axel Felder Franz-Josef Bröhling Peter Oberndorfer                          | BMW 635 CSi                 | Auto Budde Team                       |                             |
| 1983 | (elmaradt)                                                                  | (elmaradt)                  | (elmaradt)                            | (elmaradt)                  |
| 1982 | Dieter Gartmann Klaus Ludwig Klaus Niedzwiedz                               | Ford Capri                  | Eichberg Racing                       |                             |
| 1981 | Helmut Döring Dieter Gartmann Fritz Müller                                  | Ford Capri                  | Gilden-Kölsch                         |                             |
| 1980 | Dieter Selzer Wolfgang Wolf Matthias Schneider                              | Ford Escort RS 2000         | Berkenkamp Racing                     |                             |
| 1979 | Herbert Kummle Karl Mauer Winfried Vogt                                     | Ford Escort                 | Cavallo Matras                        |                             |
| 1978 | Fritz Müller Herbert Hechler Franz Geschwendtner                            | Porsche 911 Carrera         | Valvoline Deutschland                 |                             |
| 1977 | Fritz Müller Herbert Hechler                                                | Porsche 911 Carrera         |                                       |                             |
| 1976 | Fritz Müller Herbert Hechler Karl-Heinz Quirin                              | Porsche 911 Carrera         |                                       |                             |
| 1975 | (olajválság miatt elmaradt)                                                 | (olajválság miatt elmaradt) | (olajválság miatt elmaradt)           | (olajválság miatt elmaradt) |
| 1974 | (olajválság miatt elmaradt)                                                 | (olajválság miatt elmaradt) | (olajválság miatt elmaradt)           | (olajválság miatt elmaradt) |
| 1973 | Niki Lauda Hans-Peter Joisten                                               | BMW 3.0 CSL                 | Alpina                                |                             |
| 1972 | Helmut Kelleners Gerold Pankl                                               | BMW 2800 CS                 | Alpina                                |                             |
| 1971 | Ferfried Prinz von Hohenzollern Gerold Pankl                                | BMW 2002                    | Alpina                                |                             |
| 1970 | Hans-Joachim Stuck Clemens Schickentanz                                     | BMW 2002 TI                 | Koepchen BMW Tuning                   |                             |

## Külső hivatkozások
- A verseny hivatalos honlapja